# Zodarion mallorca
Zodarion mallorca är en spindelart som beskrevs av Robert Bosmans 1994. Zodarion mallorca ingår i släktet Zodarion och familjen Zodariidae. Inga underarter finns listade i Catalogue of Life.